# Lekkoatletyka na Letnich Igrzyskach Olimpijskich 1900 – pchnięcie kulą mężczyzn
Konkurs pchnięcia kulą na igrzyskach olimpijskich w 1900 w Paryżu rozegrano 14 lipca (eliminacje) i 15 lipca 1900 (finał) w Lasku Bulońskim. Startowało 11 lekkoatletów z 5 krajów. Do finału kwalifikowało się pięciu najlepszych miotaczy z eliminacji. Wyniki uzyskane w eliminacjach były zaliczane do końcowego rezultatu.

## Rekordy
| Rekord świata     | 14,75 | George Gray    | Ottawa (Kanada) | 1 sierpnia 1898 |
| Rekord olimpijski | 11,22 | Robert Garrett | Ateny (Grecja)  | 7 kwietnia 1896 |

## Eliminacje
| Poz. | Zawodnik                  | Kraj              | Wynik | Uwagi |
| ---- | ------------------------- | ----------------- | ----- | ----- |
| 1.   | Richard Sheldon           | Stany Zjednoczone | 13,80 | Q     |
| 2.   | Josiah McCracken          | Stany Zjednoczone | 12,85 | Q     |
| 3.   | Robert Garrett            | Stany Zjednoczone | 12,37 | Q     |
| 4.   | Rezső Crettier            | Węgry             | 11,58 | Q     |
| 5.   | Panajotis Paraskiewopulos | Królestwo Grecji  | 11,29 | Q     |
| 6.   | Gustaf Söderström         | Szwecja           | 11,18 |       |
| 7.   | Artúr Coray               | Węgry             | 11,13 |       |
| 8.   | Truxtun Hare              | Stany Zjednoczone | 10,92 |       |
| 9.   | August Nilsson            | Szwecja           | 10,86 |       |
| 10.  | Charles Winckler          | Dania             | 10,76 |       |
| –    | Sotirios Wersis           | Królestwo Grecji  | NM    |       |

Sheldon poprawił rekord olimpijski. Wersis nie oddał żadnego ważnego rzutu.

## Finał
| Poz.   | Zawodnik                  | Kraj              | Wynik | Eliminacje | Finał | Uwagi |
| ------ | ------------------------- | ----------------- | ----- | ---------- | ----- | ----- |
| złoto  | Richard Sheldon           | Stany Zjednoczone | 14,10 | 13,80      | 14,10 | OR    |
| srebro | Josiah McCracken          | Stany Zjednoczone | 12,85 | 12,85      | DNS   |       |
| brąz   | Robert Garrett            | Stany Zjednoczone | 12,37 | 12,37      | DNS   |       |
| 4.     | Rezső Crettier            | Węgry             | 12,07 | 11,58      | 12,07 |       |
| 5.     | Panajotis Paraskiewopulos | Królestwo Grecji  | 11,52 | 11,29      | 11,52 |       |

McCracken i Garrett nie wystartowali w finale, który odbywał się w niedzielę, z powodów religijnych. Wyniki z eliminacji wystarczyły jednak, by zachowali medale. Sheldon ponownie poprawił rekord olimpijski. Kolejność zawodników osiągnięta w eliminacjach nie uległa zmianie w finale.